# Filices Africanae
Filices Africanae (abreviado Filic. Afr.) es un libro ilustrado con descripciones botánicas que fue escrito por el botánico, pteridólogo y micólogo alemán, Friedrich Adalbert Maximilian Kuhn. Se publicó en Leipzig en el año 1868, con el nombre de Filices Africanae...Lipsiae.